# Kim Lực
Kim Lực (tiếng Trung: 金力; bính âm: Jīn Lì, sinh năm 1963) là một nhà di truyền học người Trung Quốc, giữ chức hiệu trưởng Đại học Phục Đán từ năm 2021. Ông là giáo sư tại Trung tâm gen người quốc gia và Viện di truyền Phục Đán ở Thượng Hải. Ông là nhà nghiên cứu chính về dân cư Đông Á trong Dự án bản đồ gene người, thực hiện thu thập mẫu DNA để lập bản đồ mô hình di cư lịch sử của con người trên toàn thế giới.

## Tiểu sử
Kim Lực sinh ra ở Thượng Hải vào năm 1963. Ông tốt nghiệp cử nhân và thạc sĩ chuyên ngành di truyền học tại Đại học Phục Đán dưới sự hướng dẫn của giáo sư Đàm Gia Trình. Ông chuyển đến Hoa Kỳ và lấy bằng tiến sĩ tại Trung tâm Khoa học Sức khỏe Đại học Texas tại Houston. Sau khi tốt nghiệp vào năm 1994, Kim Lực làm nghiên cứu sau tiến sĩ tại Đại học Stanford. Trong cùng năm, giáo sư Trình đến thăm Lực tại Hoa Kỳ để thảo luận về việc phát triển nghiên cứu sinh học tại Trung Quốc và giới thiệu một vị trí cho anh tại Đại học Phục Đán. Kim Lực đồng ý nhận một vị trí bán thời gian vào năm 1997 trước khi trở về Trung Quốc vào năm 2005. Sau khi trở về nước, anh từ bỏ thẻ thường trú nhân Hoa Kỳ. Kim Lực là trưởng khoa của Khoa Khoa học sự sống tại Đại học Phục Đán cho đến năm 2008.

## Nghiên cứu
Trong Dự án bản đồ gene người nhóm nghiên cứu của ông đã thu thập mẫu DNA hơn 12.000 cá thể sống rải rác khắp Trung Quốc từ 160 nhóm dân tộc. Kết quả phân tích nhiễm sắc thể Y của nam giới Trung Quốc được so sánh với những người trong khu vực Đông Nam Á và châu Phi, và nó dẫn đến kết luận cho rằng Đông Nam Á là điểm đến đầu tiên của sự di cư từ châu Phi sang châu Á bắt đầu từ khoảng 60.000 năm trước đây, và từ đó người di cư vào miền Nam Trung Quốc, sau đó băng qua sông Dương Tử tới miền Bắc Trung Quốc. Trong nghiên cứu công bố năm 1998 ông "không thể tìm thấy bất kỳ bằng chứng cho thấy là phù hợp với giả thuyết về nguồn gốc độc lập ở Trung Quốc", trong đó sử dụng di truyền đánh dấu gọi là "vi vệ tinh" (microsatellites) để so sánh dân Trung Quốc. Những phát hiện này tương phản với giả thuyết cho rằng người Bắc Kinh là tổ tiên của người Trung Quốc. Điều này dẫn đến ông là một người ủng hộ hàng đầu tại Trung Quốc cho mô hình có thuyết Nguồn gốc châu Phi gần đây của người hiện đại.
Tuy nhiên ông cũng nói rằng nghiên cứu của ông không nhất thiết là loại trừ thuyết "nguồn gốc độc lập ở Trung Quốc", và nghĩa vụ chứng minh thuyết này thuộc về những người bảo vệ thuyết đó.